# 400 pomysłów Wirginii
400 pomysłów Wirginii (fr. Les 400 Coups de Virginie, 1979) – francuski serial komediowy.
Światowa premiera serialu miała miejsce 22 grudnia 1979 roku na francuskim kanale TF1. W Polsce serial nadawany był w 1993 roku na kanale TVP2.

## Obsada
- Anicée Alvina jako Virginie Lecharme
- Yves-Marie Maurin jako Paul Lecharme
- Françoise Morhange jako ciocia Estelle
- Michel Blanc jako L'antiquaire
- Jess Hahn jako Humphrey
- Anémone jako Marie-Ghyslaine
- Josiane Balasko jako Emma-Ammé
- Raymond Bussières jako Edmond

i inni